# Christopher Condent
Christopher Condent, Congdon, Coudon, Connor o Condell (1690, Plymouth-1770, Francia), nacido en Plymouth en Devon, fue un pirata inglés que lideró el regreso de la piratería a los Mares del Este.

## Carrera
El verdadero nombre de Christopher Condent es incierto. Ha sido conocido bajo los apellidos Condent, Congdon, Coudon, Connor o Condell ; También surgen varios nombres de pila, incluidos William, Christopher, Edmond, Edward o John. A menudo se le conoce como Christopher Condent, pero quizás más comúnmente conocido simplemente como "Billy One-Hand".
Durante un viaje por el Océano Atlántico, Condent mató a un tripulante de origen indio, quien amenazó con encender el polvorín del barco. Poco después, el barco capturó a un mercante, el Duke of York. Después de una disputa, la tripulación se dividió entre los dos barcos y Condent fue elegido capitán de la balandra.
Alrededor de 1718, cuando Woodes Rogers se convirtió en gobernador de las Bahamas y se le encomendó la tarea de librar al Caribe de piratas, Condent y su tripulación abandonaron la isla de Nueva Providencia. Ya en las islas africanas de Cabo Verde, Condent y sus hombres lograron capturar un barco que transportaba vino portugués. Condent luego navegó a las costas de Brasil, donde tomó más premios, cortando ocasionalmente como tortura las orejas y las narices de sus prisioneros portugueses. Luego regresó al área alrededor de Cabo Verde, donde capturó una flotilla de veinte barcos pequeños y una balandra de guerra holandesa frente a Santiago. Condent se quedó con el buque de guerra y lo llamó The Fiery Dragon .
Condent se apoderó de la galera inglesa, el Wright, un barco portugués y un barco holandés de 26 cañones. Dejando atrás al Wright, dirigió una flota de tres barcos a Costa de Oro (actualmente Ghana) donde capturaron a la navie Indian Queen, al Fame y a otro barco holandés.

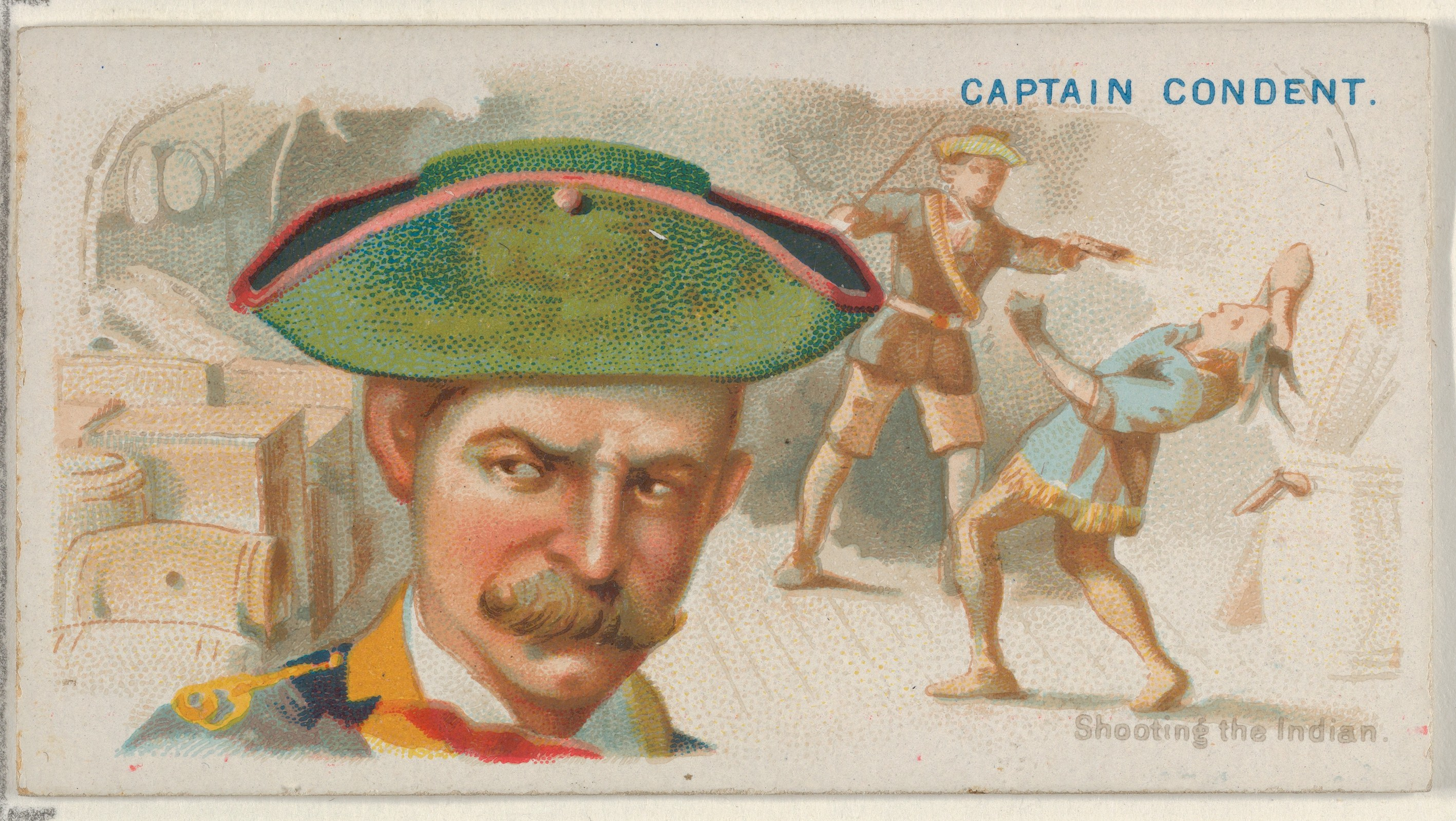
El Capitán Condent, Shooting the Indian, de los piratas de la serie principal española (N19) para cigarrillos Allen & Ginter se reunió DP835009

En abril de 1719, Condent llegó a la isla de Madagascar y estableció una base en la Isla de Santa María. Allí integró aparte del antiguo equipo del corsario John Halsey en el suyo propio. Usó su conocimiento del área a su favor mientras navegaba por la costa de la India y el Mar Rojo en busca de más botín. Otros piratas, a saber, Edward England y John Taylor a bordo de su barco Pearl, siguieron a Condent desde Nueva Providencia hasta Madagascar .
En un intento de no enfurecer más a la Compañía de las Indias Orientales, se ordenó a la tripulación de Condent que no abusara de los miembros de la tripulación ni de los pasajeros. Para entonces la presencia permanente de la Royal Navy, en el Océano Índico, aumentaba sustancialmente los riesgos.
Condent y su tripulación regresaron a la isla de Santa María y dividieron su botín en unas 3.000 libras esterlinas cada uno. En 1721, Condent y otros cuarenta miembros de su tripulación navegaron a la isla de Borbón, actual Isla de Reunión, donde negociaron con el gobernador francés un indulto. Veinte o más de los hombres se establecieron en la isla. Condent se casó con la cuñada del gobernador y en 1723 viajó a Francia, donde se estableció con su esposa en la región de Bretaña y se convirtió en un rico comerciante en el puerto de Saint-Malo.
Al principio se pensó que era la Galera de Aventuras de William Kidd, pero Barry Clifford afirmó haber encontrado el Dragón Ardiente en la costa de Sainte-Marie, Madagascar, donde se incendió y se hundió en 1721. Sin embargo, un análisis de la UNESCO del descubrimiento de Clifford informó que, en cambio, Clifford había encontrado un barco no relacionado de origen asiático.

## Bandera

Bandera del pirata Christopher Condent (probablemente errónea).

La bandera Jolly Roger generalmente asociada con Condent (tres calaveras y tibias cruzadas en una bandera o pancarta negra) apareció por primera vez en Mariner's Mirror en 1912, aunque no se atribuyó a Condent y data de 1704. Un diseño similar se imprimió en "Blackwall Frigates" de Basil Lubbock en 1922 y en "Piracy in the West Indies and its supression" de F. Bradlee en 1923, nuevamente no atribuido a Condent. Charles Gray se lo atribuyó en 1933 en “Pirates of the Eastern Seas” pero sin citar ninguna prueba. No hay fuentes de época que describan su bandera.